# Três Passos
Pour les articles homonymes, voir Passos.
Três passos est une municipalité brésilienne de l'État du Rio Grande do Sul, située dans la mésorégion du Nord-Ouest du Rio Grande do Sul et la microrégion de Três Passos. Sa population était en 2007 de 23 467, pour une superficie de 268 km². Elle se situe à 466 km au nord-ouest de Porto Alegre, la capitale de l'État.